# Kazimierz Moszoro
Kazimierz Moszoro (ur. 1921, zm. 1 września 2009) – polski inżynier, profesor nauk technicznych. Rektor Politechniki Częstochowskiej w latach 1970–1974.

## Życiorys
Absolwent Politechniki Śląskiej (1951). 
Był członkiem Komitetu Termodynamiki i Spalania PAN, przewodniczącym Sekcji Spalania tego Komitetu, członkiem Komisji Energetyki i Komisji Hutnictwa PAN w Katowicach, członkiem Rady Naukowej Instytutu Żelaza w Gliwicach, wiceprzewodniczącym Zarządu Głównego Stowarzyszenia Inżynierów i Techników Przemysłu Hutniczego, wiceprzewodniczącym Rady Wojewódzkiej NOT. 
Kazimierz Moszoro był autorem wielu publikacji naukowych, patentów i wdrożeń. 

## Nagrody i wyróżnienia
Kazimierz Moszoro został wyróżniony wieloma odznaczeniami, w tym Krzyżem Komandorskim, Krzyżem Kawalerskim Orderu Odrodzenia Polski, Złotym Krzyżem Zasługi.